# La Palma, Tarímbaro
La Palma är en ort i Mexiko.   Den ligger i kommunen Tarímbaro och delstaten Michoacán de Ocampo, i den södra delen av landet, 210 km väster om huvudstaden Mexico City. La Palma ligger 1 873 meter över havet och antalet invånare är 1 064.
Terrängen runt La Palma är varierad. Runt La Palma är det ganska tätbefolkat, med 70 invånare per kvadratkilometer. Närmaste större samhälle är Morelia, 9,0 km sydväst om La Palma. I omgivningarna runt La Palma växer huvudsakligen savannskog.